# Banga (South Cotabato)
Banga è una municipalità di prima classe delle Filippine, situata nella Provincia di South Cotabato, nella regione di Soccsksargen.
Banga è formata da 22 baranggay:
- Benitez (Pob.)
- Cabudian
- Cabuling
- Cinco (Barrio 5)
- Derilon
- El Nonok
- Improgo Village (Pob.)
- Kusan (Barrio 8)
- Lam-Apos
- Lamba
- Lambingi

- Lampari
- Liwanay (Barrio 1)
- Malaya (Barrio 9)
- Punong Grande (Barrio 2)
- Rang-ay (Barrio 4)
- Reyes (Pob.)
- Rizal (Barrio 3)
- Rizal Poblacion
- San Jose (Barrio 7)
- San Vicente (Barrio 6)
- Yangco Poblacion